# Bhandit Rittakol
Bhandit Rittakol (Phra Nakhon Si Ayutthaya, 21 de março de 1951 - Bancoque, 1 de outubro de 2009) foi um premiado cineasta, produtor e roteirista tailandês.

## Filmografia (parcial)
- Khad Cheak (1984)
- Duay Klao (The Seed) (1987)
- Boonchoo (1988)
- Hong 2 Run 44 (Classmates) (1990)
- Kalla khrung nueng... muea chao nee (Era uma vez ... Esta manhã) (1994)
- Satang (2000)
- 14 tula, songkram prachachon (The Moonhunter) (2001)
- sarb suer tii lum nam kasat (Tigresa de King River) (2002)
- Chue chop chuan ha reung (2003)
- Ukkabat (The Meteor) (2004)
- Phra-dek-seua-kai-wawk (The Magnificent Five) (2006)
- My First Report (Projeto de Curtas-Metragens em Comemoração da Celebração por Ocasião Auspiciosa do 80º Aniversário de Sua Majestade o Rei, 2007)
- Charming Bangkok (Projeto de curtas-metragens Maha Nakhon produzido e distribuído por TPBS e Bangkok Metropolitan Administration, 2010)